# Frédérick Leboyer
Frédérick Leboyer (Paris,1 de novembro de 1918 – 25 de maio de 2017) foi um autor e médico obstetra francês. Ele é conhecido pelo seu livro Nascer Sorrindo (Birth Without Violence, 1975) que popularizou o Parto Leboyer. Também foi responsável pela divulgação da prática de massagem Shantala (em homenagem à mulher hindu que lhe apresentou a prática, na Índia) no ocidente.
"Pai do nascimento sem violência", obstetra "clássico" da década de 1970 em Paris, Frédérick Leboyer publicou esse trabalho quando ele se tornou ciente do sofrimento experimentado pela criança no momento do nascimento.
Frédérick Leboyer morreu em 25 de maio de 2017 com a idade de 98 anos. Deixa esposa, sobrinhos e sobrinhos-netos.

## Parto Leboyer
Método Leboyer, ou parto sem violência, também conhecido como método de nascer "sorrindo", é uma opção humanizada que tem como objetivo fazer da experiência do nascimento um ato sem traumas ao bebê, a partir de alguns cuidados, como:
- Ambiente quente, com pouca luz e o mínimo de barulho, para não criar incômodo ao bebê;
- Fazer uma suave massagem, ao invés da palmada nas costas da criança;
- Somente cortar o cordão umbilical após a parada de sua pulsação, para facilitar a transição da respiração do recém-nascido.
- Banho no bebê ao lado da mãe, de preferência sendo dado pelo pai;

O parto Leboyer pode ser feito na água, no parto normal ou cesariana.
Tal método consiste de um nascimento lento e sereno num ambiente silencioso e de penumbra.